# Brinckiella elegans
Brinckiella elegans är en insektsart som beskrevs av Naskrecki och Bazelet 2009. Brinckiella elegans ingår i släktet Brinckiella och familjen vårtbitare. Inga underarter finns listade i Catalogue of Life.